# Miles in France 1963 & 1964: The Bootleg Series, Vol. 8
Miles in France 1963 & 1964: The Bootleg Series, Vol. 8 (auch Miles in France – Miles Davis Quintet 1963/64: The Bootleg Series, Vol. 8) ist ein Jazzalbum des Miles Davis Quintet. Die im Juli 1963 und Oktober 1964 in Frankreich entstandenen Aufnahmen erschienen auf sechs Compact Discs bzw. acht LPs am 8. November 2024 auf SONY Music. Die Kompilation beinhaltet vier Stunden bislang unveröffentlichter Musik von fünf Auftritten des Quintetts.

## Hintergrund
Im Juli 1963 trat das neu gebildete Quintett des Trompeters Miles Davis mit George Coleman (Tenorsaxophon), Herbie Hancock (Piano), Ron Carter (Kontrabass) und Tony Williams am Schlagzeug in Frankreich auf; am 25. Juli im Pariser Théâtre des Champs-Élysées, am 26. bis 28. Juli auf dem Festival Mondial du Jazz in Antibes/Juan les Pins. Fünf Titel des Konzerts vom 27. Juli 1963 erschienen bereits 1964 auf der LP Miles Davis in Europe auf Columbia Records.
Am 1. Oktober 1964, eine Woche nach einem Auftritt in Berlin (Miles in Berlin, 1965) gastierte das Quintett – inzwischen mit Wayne Shorter am Tenorsaxophon besetzt – auf dem Paris Jazz Festival.
Miles in France 1963 & 1964: The Bootleg Series, Vol. 8 wurde von dem Team aus Steve Berkowitz, Richard Seidel und Michael Cuscuna produziert (was damit eine der letzten Produktionen für Cuscuna war, der Anfang 2024 verstorben ist) und gemastert von Vic Anesini in den New Yorker Battery Studios.
Der Bassist Carter führte in den Liner Notes über sein Spiel mit Davis und dem Second Great Quintet aus:
„Ich hatte natürlich noch nie mit so jemandem gespielt, und schon gar nicht über einen solchen längeren Zeitraum. Es war einfach umwerfend, ihn so spielen zu hören, mit dieser Intensität, mit diesem Tempo, mit dieser Orientierung Nacht für Nacht, ohne dass er die Band angemacht und gesagt hätte: ‚Hört auf damit.‘ Er hat uns erlaubt, das zu tun, was der Chemiker seinen Schützlingen im Labor gestattet: ‚Nehmt diese Chemikalien, die ich euch gebe, und schaut, was dabei herauskommt. Ruft einfach die Feuerwehr, wenn nötig.‘“

## Titelliste
- Miles Davis Quintet: Miles in France 1963 & 1964: The Bootleg Series, Vol. 8 (SONY)[5]

- Festival Mondial du Jazz, Antibes/Juan-Les-Pins, July 26, 1963

1. Introduction by André Francis 0:46
2. So What 9:46
3. All Blues 11:59
4. Stella by Starlight (Victor Young) 14:13
5. Seven Steps to Heaven (Victor Feldman, Miles Davis) 11:01
6. Walkin’ (Richard Carpenter) 10:43
7. My Funny Valentine (Richard Rodgers, Lorenz Hart) 9:55
8. Joshua 11:02
9. The Theme 2:59
10. Closing announcement by André Francis 0:37

- Festival Mondial du Jazz, Antibes/Juan-Les-Pins July 27, 1963

1. Introduction by André Francis 0:52
2. Autumn Leaves (Kosma, Prevert) 13:55
3. Milestones 9:23
4. I Thought About You (Jimmy Van Heusen, Johnny Mercer) 11:47
5. Joshua 11:31
6. All of You (Cole Porter) 16:44
7. Walkin’ (Richard Carpenter) 16:16
8. Bye Bye Blackbird (Ray Henderson, Mort Dixon) 16:49
9. The Theme 6:06

- Festival Mondial du Jazz, Antibes/Juan-Les-Pins July 28, 1963

1. Introduction by André Francis 1:21
2. If I Were a Bell (Frank Loesser) 12:46
3. So What 12:41
4. Stella by Starlight (Victor Young) 15:47
5. Walkin’ (Richard Carpenter) 18:19
6. The Theme 0:28

- Paris Jazz Festival, Salle Pleyel, October 1, 1964 (1st concert)

1. Autumn Leaves (Kosma, Prevert) 12:49
2. So What 9:39
3. Stella by Starlight (Victor Young) 11:05
4. Walkin’ (Richard Carpenter) 9:07
5. The Theme 0:38

- Paris Jazz Festival, Salle Pleyel, October 1, 1964 (2nd concert)

1. All of You (Cole Porter) 16:05
2. Joshua 12:35
3. My Funny Valentine (Rodgers & Hart) 12:18
4. No Blues 13:13
5. The Theme 1:05

Wenn nicht anders vermerkt, stammen die Kompositionen von Miles Davis.

## Rezeption
Diese Ergänzung der Miles Davis Bootleg Series würde einen bedeutenden Zeitraum in Davis’ Schaffen abdecken, schrieb Mike Flynn in Jazzwise. Die Serie enthalte bislang Musik aus den Jahren 1955 bis 1985, aber bislang nichts aus den Jahren 1963 oder 1964, zwei Schlüsseljahren in Miles’ Diskographie, die die vielversprechenden Anfänge des „Second Great Quintet“ [mit Wayne Shorter] markieren.
Es gebe immer wieder historische Boxsets aus den Archiven der Künstler, aber dieses sei ein echtes Juwel, schrieb Gary Graff (Cleveland.com).
Nach Ansicht von Doug Collette, der das Album in All About Jazz rezensierte, ist es kein Zufall, dass jeder der auf Miles in France anwesenden Personen sich mit einem solchen Stil präsentiert, dass er die Essenz seiner musikalischen Persönlichkeit präsentiere. Doch das sei auch keine Überraschung, denn wie bei den vorherigen Veröffentlichungen aus Miles Davis’ Archiven sei das Maß an einsichtsvoller Schärfe, das der gesamten Bemühung zuteilwird, über jeden Zweifel erhaben. In einem 32-seitigen Booklet würden Interviews mit Carter und Coleman einem Essay von Marcus J. Moore gegenübergestellt. Die Wahrnehmung des Autors sei besonders scharfsinnig, wenn es darum geht, die Turbulenzen einzufangen, die Miles Davis’ Leben sowohl privat als auch beruflich beherrschten. Doch am treffendsten war er bei der Erklärung, wie die verschiedenen Umwälzungen letztlich zu der verlassenen und befreienden Wirkung auf die Musik führten.

## Chartplatzierungen
Miles in France 1963 & 1964: The Bootleg Series, Vol. 8 stieg am 15. November 2024 für eine Woche in die deutschen Albumcharts ein und belegte dabei Rang 90. Es avancierte zu Davis’ zehntem Chartalbum. In den deutschen Jazzcharts belegte das Album im Monat November 2024 die Chartspitze, und wurde damit zum dritten Nummer-eins-Album nach Kind of Blue (August 2009) und Rubberband (September 2019). Darüber hinaus erreichte das Album Chartplatzierungen in der Schweiz (Rang 40) oder auch Belgien-Flandern (Rang 165).
| ChartsChartplatzierungen | Höchstplatzierung | Wochen |
| ------------------------ | ----------------- | ------ |
| Deutschland (GfK)        | 90 (1 Wo.)        | 1      |
| Schweiz (IFPI)           | 40 (1 Wo.)        | 1      |